# Klavierspiel

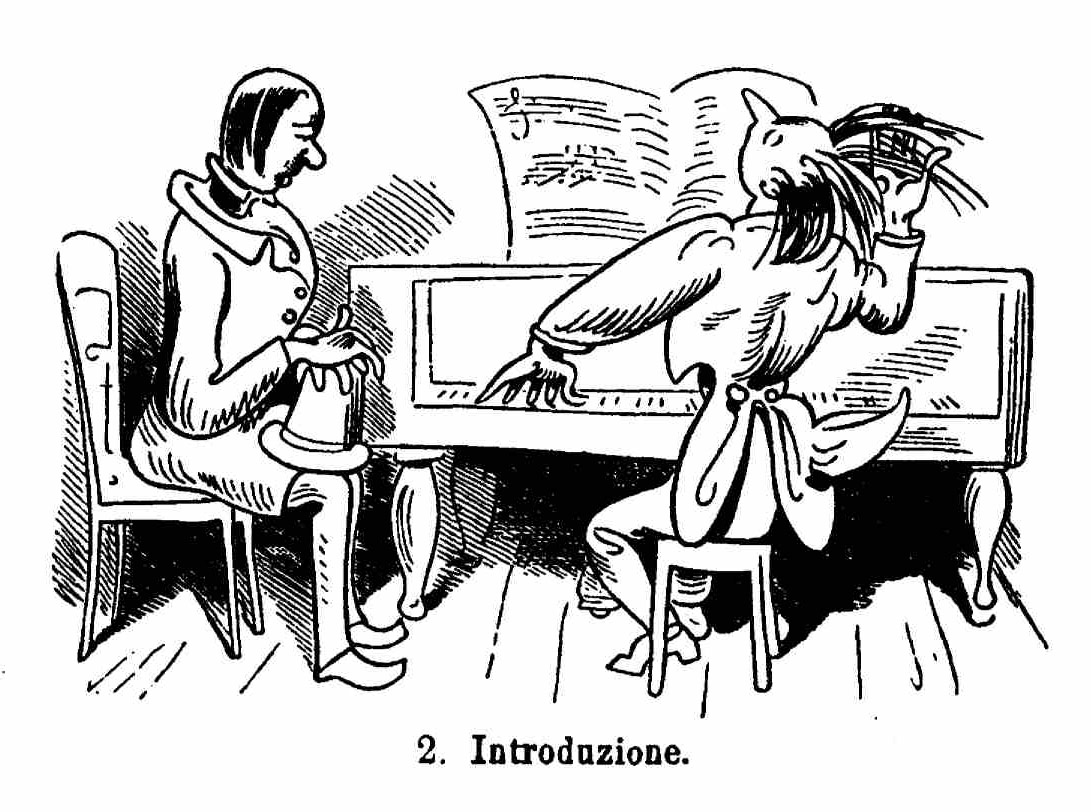
Wilhelm Busch: Der Virtuos, 1865

Als Klavierspiel oder Pianistik werden alle Spielweisen des Klaviers zusammengefasst. In der Musikgeschichte Europas entwickelte sich seit Erfindung des Hammerklaviers um 1700 eine besondere Klaviermusik. In enger Verbindung damit entstanden seit etwa 1800 verschiedene Klavierschulen und eine Vielzahl musikpädagogischer Konzepte des Klavierspiels.

## Instrumentale Bedingungen
Musikinstrumente gestatten dem Spieler komplexe musikalische Ausdrucksweisen, die er nur mit seinem Körper, Stimme und Gliedmaßen, so nicht zustande brächte. Das beidhändig spielbare Klavier ermöglicht durch seinen großen Tonumfang zum Beispiel Strukturen wie vielstimmige Akkorde, Cluster, Polyphonie und Polyrhythmik. Sein Klangvolumen erlaubt große dynamische Differenzierungen und Kontraste.
Es kommt dem spontanen Spielen ohne Vorkenntnisse entgegen, da schon ein leichter Tastendruck ohne besondere Kraft oder Schulung einen Ton hervorbringt und dieser jederzeit wiederholbar ist. Zugleich verlangt und fördert es musikalische Fantasie, da die angeschlagenen Töne nicht verändert werden können und rasch verklingen. Der Spieler muss sich also den gewünschten Klang vor dem Anschlagen von Tasten vorstellen, um ihn spielerisch umsetzen zu können.
Es begrenzt die verfügbaren Töne auf zwölf verschiedene, nicht modulierbare Tonhöhen von mindestens einem Halbton-Abstand, schließt also stimmliche Ausdrucksmöglichkeiten wie Vibrato, Portamento, stufenloses Glissando, Mikrointervalle usw. aus. Auch ein kontinuierlicher Tonfluss ist hier eigentlich nur ein Höreindruck, der dicht nacheinander angeschlagene Einzeltöne zum Legato verschmilzt.
Beim Klavierspiel ereignen sich das Anfassen und Greifen der Tasten, Sehen der Tastenkombination und Griffstellung der Finger, gegebenenfalls der Noten, und Hören des erzeugten Klanges gleichzeitig. Musikalische Strukturen werden somit sinnlich be-greifbar, als Tastgefühl im Körper eingeprägt und so später wieder abrufbar. Musikalisches Ausdrucksvermögen und Gedächtnis werden durch das Spiel gleichermaßen trainiert, in mancher Hinsicht aber auch normiert, so dass auf dem klassisch gespielten Klavier nicht direkt spielbare Töne, Skalen und Klänge (etwa das Geräusch) latent als minderwertig oder falsch ausgeschlossen werden.
Der Aufbau der Klaviatur spiegelt europäische Tonalität, in der die heptatonische Tonleiter namens a-Moll bzw. C-Dur (sieben benachbarte weiße Tasten von a oder c aus) den Ausgangs- und Bezugspunkt aller übrigen Skalen bildet. Andererseits ermöglicht die Tastatur auch sofortigen Zugang zur Pentatonik (fünf benachbarte schwarze Tasten) und das rasche Erfassen aller Tonarten als Leitern und als Drei- oder Vierklänge mit jeweils eigener Ton- und Griffkombination schwarzer und/oder weißer Tasten. Sie legt schon optisch die Gleichwertigkeit aller Kirchentonarten (je sieben weiße Tasten mit sieben verschiedenen Grundtönen), ebenso aller zwölf Teiltöne einer Oktave (Chromatik) nahe.
Das Klavier eignet sich daher hervorragend zur praktischen Vermittlung elementarer Musiktheorie wie auch zum Komponieren, Improvisieren, zur Liedbegleitung oder zum Partiturspiel. Es ist sowohl konzentriertes Produkt wie auch Inspirationsquelle einer stringenten musikhistorischen Entwicklung von der Modalität über die Dur-Moll-Tonalität und die durch gleichstufige Stimmung ermöglichte enharmonische Austauschbarkeit der Töne bis zur Zwölftonmusik und darüber hinaus. Dies führte dazu, dass auch moderne elektronische und virtuelle Instrumente über eine für sie eigentlich nicht notwendige Klaviatur bedient werden.

## Bereiche
Bereiche des Klavierspiels, die auch im modernen Klavierunterricht vermittelt werden, sind hauptsächlich:
- die Improvisation, also das spontane Erfinden musikalischer Ideen aus dem Stegreif,
- das Literaturspiel, also die Wiedergabe und Interpretation von komponierter, meist auch in einer Notation fixierter Musik.

Hier unterscheidet man das prima-vista-Spielen (ital. „erster Blick“, übersetzt als „vom-Blatt-Spielen“) vom Auswendigspielen aus dem Gedächtnis, wobei der Notentext wiederum über das Hören oder Sehen gelernt worden sein kann.
Spielbereiche professioneller Pianisten umfassen etwa:
- den Solo-Vortrag, manchmal auch für die linke Hand allein,
- das Klavierkonzert, zusammen mit einem Symphonieorchester,
- das Klavierduo für vierhändige Kompositionen, entweder an einem oder zwei Klavieren[3],
- vielfältige Kammermusik vom Duett über das Klaviertrio, Klavierquartett, Klavierquintett usw. bis hin zum Mitspielen in größeren Ensembles als Orchesterinstrument.

Beim Jazzpiano kommen weitere Formen des Zusammenspiels dazu, etwa:
- in einer Kombo
- in einer Bigband
- bei einer Jamsession
- bei einem speziellen Piano Summit.

Weitere Arbeitsfelder von Klavierspielern sind
- das Barpiano,
- Tanzmusik
- Stummfilm-Begleitung
- Keyboard-Spiel in vieler Pop- und Rockmusik.

Beim Proben für einen Chor, bei Tanzchoreografien, Opern und im Ballett kann das Klavier als Ersatz für ein vielstimmiges Orchester verwendet werden. Solche Klavierbegleitung bezeichnet man als Korrepetition.

## Ausbildung
Das Erlernen des Klavierspiels erfolgt meist im Klavierunterricht (privat, an einer Musikschule, an einem Konservatorium und online), gelegentlich auch autodidaktisch. Als Lehrwerk dient oft eine Klavierschule. Die Berufsausbildung findet an Konservatorien, Musikhochschulen oder Universitäten statt.

## Geschichte

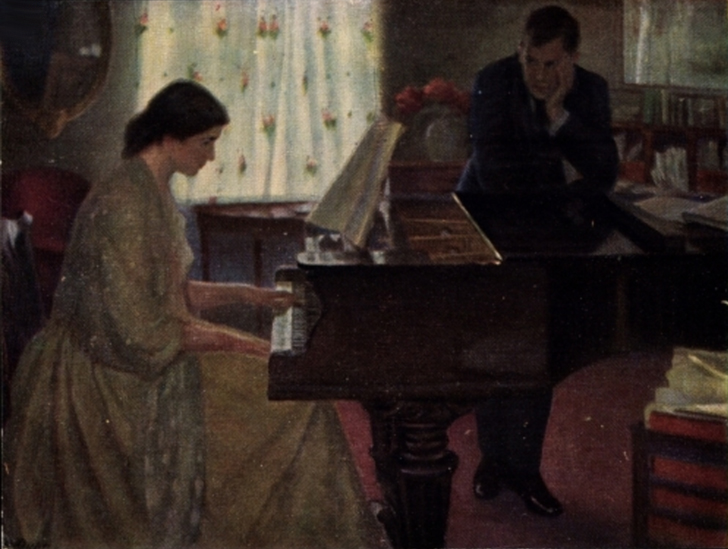
Ernst Opplers Gemälde „Präludium“ (vor 1892)

Die frühen Hammerklaviere mit Prellmechanik sind leichtgängig und zart; im Vordergrund steht das Fingerspiel, denn weder das Heben der Arme noch das Bewegen des Oberkörpers ist zweckmäßig; schulebildend wirken vor allem Wolfgang Amadeus Mozart und sein Schüler Johann Nepomuk Hummel. Auch die ersten Hammerflügel mit Stoßmechanik erfordern und erlauben noch keinen ausgeprägten Körpereinsatz; schulebildend sind Ludwig van Beethoven und sein Schüler Carl Czerny. Internationalen und nachhaltigen Einfluss haben der Pianist, Komponist, Verleger, Klavierlehrer und Klavierbauer Muzio Clementi und sein Schüler Friedrich Kalkbrenner.
Um 1830 sind die Instrumente bereits deutlich belastbarer geworden. Mit Frédéric Chopin, Franz Liszt und Sigismund Thalberg emanzipieren sich das geschmeidig geführte Handgelenk, die Bewegungen aus Ellbogen und Schultergelenk, der mehr oder weniger dosierte Einsatz von Masse und Gewicht sowie die Spiel- und Ausdrucksbewegungen des Oberkörpers. Diese „moderne“ Form des Klavierspiels wird seither in unterschiedlichen Ausprägungen praktiziert und theoretisch-methodisch aufgearbeitet.